# 여수진남초등학교
여수진남초등학교는 대한민국 전라남도 여수시 광무동에 있는 공립 초등학교이다.

## 학교 연혁
- 1965년 11월 15일 여수서국민학교 구봉분교장 인가
- 1966년 10월 27일 여수진남국민학교 설립인가
- 1967년 3월 2일 여수진남국민학교 개교(17학급)
- 1984년 6월 21일 병설유치원 인가(3학급)
- 1996년 3월 1일 현재 교명으로 개칭
- 2020년 2월 7일 제52회 졸업(졸업생수 22명 배출) 총 13,864명 졸업
- 2020년 3월 1일 7학급(특수학급 1학급 포함) 편성, 병설유치원 휴원
- 2020년 3월 1일 제20대 김옥란 교장 부임

## 학교 상징
- 교화 - 철쭉 : 아름답고 우아한 심성
- 교목 - 향나무 : 늠름한 기상
- 교색 - 녹색 : 무궁한 발전

## 참고 자료
- 여수진남초등학교 - 한국교육학술정보원 학교알리미